# Sęp (film)
Sęp  − polski film fabularny z 2012. Scenariusz do filmu został napisany w ciągu trzech lat przez teatralnego reżysera Eugeniusza Korina, jest to jego debiut filmowy.
Prawie cała ścieżka dźwiękowa do filmu zbudowana jest z utworów jednego zespołu Archive, pochodzącego z Wielkiej Brytanii, co jest ewenementem w polskim kinie.

## Obsada
- Michał Żebrowski − jako Aleksander Wolin Sęp
- Anna Przybylska − jako Natasza McCormack
- Anna Dereszowska − jako Magda Leman
- Daniel Olbrychski − jako Bożek
- Paweł Małaszyński − jako Jacek Robaczewski
- Piotr Fronczewski − jako Krasucki
- Andrzej Seweryn − jako Reatorski
- Michał Parafiniuk - jako Miłosz
- Andrzej Grabowski − jako Raczek
- Szymon Sędrowski - jako Radosław Raczek
- Mirosław Baka − jako Rajski
- Jolanta Fraszyńska − jako sędzia
- Przemysław Sadowski − jako Gądek
- Piotr Gąsowski − jako Malinka
- Joanna Orleańska − jako matka Olka
- Radosław Pazura − jako ojciec Olka
- Piotr Siwkiewicz − jako lekarz
- Joanna Kupińska − jako anatomopatolog
- Jacek Król − jako hipis
- Sebastian Pawlak − jako Duraczewski
- Adam Krzyżanek − jako antyterrorysta
- Marek Krzyżanek − jako antyterrorysta